# 구라부치촌
구라부치촌(일본어: 倉渕村)은 일본 군마현 서부에 있었던 군마군의 촌이였다. 2006년 1월 23일에 다노군 신정, 군마군 군마정・미사토정과 함께 다카사키시에 편입되어 소멸하였다. 다카사키시의 통근율은 12.9%였다.

## 역사
- 1889년 4월 1일 - 정촌제 시행으로 니시군마군 구라타촌, 우스이군 우부치촌이 탄생하였다.
- 1896년 4월 1일 - 니시군마군과 가타오카군이 합병해 군마군이 성립하였다.
- 1955년 2월 1일 - 군마군 구라타촌, 우부치촌이 합병해 구라부치촌이 탄생하였다. 마을이름은 폐지된 촌을 한글자씩 따내서 지어졌다.
- 2006년 4월 1일 - 신정, 군마정, 미사토정과 함께 다카사키시에 편입되었다.

## 교통
- 다카사키시까지 25km
- 현청소재지 마에바시시까지 29km
- 도쿄까지 130km

### 도로
- 국도 제406호선

## 참고 문헌
- 角川日本地名大辞典編纂委員会, 『角川日本地名大辞典 10 群馬県』1988, 角川書店